# 荒武宗幸
荒武 宗幸（あらたけ むねゆき）は、戦国時代の武将。日向伊東氏の家臣。

## 略歴
荒武氏は、伊東氏が地頭として日向国に下向した際に伊東氏に被官化した、「都於郡四天衆」といわれる地侍の家系である。戦国期には奉行や代官を多く輩出した。
天文18年（1549年）3月3日、伊東義祐と薩摩国の島津忠広が節句を理由に一時休戦し、相撲興行を行うことになった。伊東方からは荒武宗幸を出し、島津方からは強力無双の中馬武蔵守を出して勝負に及んだところ、組み合いの末に最後は宗幸が組み伏せ、中馬の首を取った。